# Viale Giuseppe Mazzini
Viale Giuseppe Mazzini è una strada di Firenze, che devia dai Viali di Circonvallazione e che con essi fu costruito da Giuseppe Poggi ai tempi in cui la città era capitale d'Italia. La strada alberata, che va dal viale Antonio Gramsci a via Mannelli, serviva anticamente da snodo verso il Campo di Marte, ruolo oggi assai ridimensionato (esiste solo un passaggio pedonale sopra e sotto i binari) dopo che il passaggio fu tagliato dalla ferrovia e la stazione di Firenze Campo di Marte. Lungo il tracciato si innestano via Carlo Botta, via Giovanni Bovio, via Francesco Domenico Guerrazzi, via Daniele Manin, via Emanuele Repetti, via Masaccio.

## Storia
Quando nacque, tra il 1865 e il 1870, il viale (con significative varianti sia nel tratto iniziale sia nel tratto finale) fu inizialmente denominata Stradone Militare, quindi intitolata con delibera della giunta comunale del novembre 1877 viale del Campo di Marte. Serviva a raggiungere l'antica piazza d'armi: conoscendo tale scopo è comprensibile oggi la sua ampia carreggiata alberata, abbellita sui lati da villini alto-borghesi, che stona invece col suo scontrarsi, pressoché mozzo, sulla stretta strada che costeggia ora i binari e con le pertinenze della stazione di Campo di Marte, con la facciata non su questo asse. L'attuale denominazione - definito il tracciato nei termini attuali - fu assunta nel gennaio del 1901 sempre con delibera della giunta comunale, in omaggio del patriota, pensatore e agitatore politico Giuseppe Mazzini (1805-1872). Fino al 1983 ci si è riferiti con lo stesso titolo anche al breve tratto che collega, in fregio ad un piccolo giardino, il viale al viale Bernardo Segni, da questa data intitolato via Natan Cassuto, in ricordo del medico e rabbino fiorentino (1909-1945) morto in un lager nazista.
Il tracciato del viale ha origine nel progetto di ingrandimento della città messo a punto da Giuseppe Poggi negli anni di Firenze Capitale (1865-1871), ed ha uno stretto rapporto sia con l'area individuata nella variante del piano regolatore del 1866 come deputata alla realizzazione della piazza d'Armi con la nuova caserma di Cavalleria (cioè la zona ancor oggi chiamata Campo di Marte), sia con la soppressione della vecchia via ferrata Aretina che andava a lambire i viali proprio laddove il viale Antonio Gramsci incontra il viale Giuseppe Mazzini. Qui si trovava infatti la stazione di Porta alla Croce, coi binari che correvano lungo l'attuale via Scipione Ammirato. Il collegamento tra la caserma e l'anello dei viali (fondamentale per assicurare l'intervento celere delle truppe in caso di sommosse popolari) era stato individuato nell'attuale viale dei Mille che, tramite il viale Don Minzoni permetteva di raggiungere l'allora piazza Camillo Cavour (piazza della Libertà) e quindi il cuore della città. L'obiettivo imponeva, tra l'altro, come richiesto dal genio militare, un'ampiezza dell'arteria tale da consentire che la truppa potesse marciare in plotoni. Sempre secondo il progetto originario di Giuseppe Poggi laddove è oggi il viale Giuseppe Mazzini doveva essere invece tracciata una strada di dimensioni correnti, funzionale a servire una delle molte zone residenziali previste. In realtà la costruzione della nuova caserma di Cavalleria, per vari motivi, fu rimandata a lungo e quindi sospesa con il trasferimento della Capitale a Roma nel 1871.
Ugualmente, la stazione ferroviaria di Porta alla Croce che serviva la vecchia via ferrata Aretina e che doveva essere demolita per l'arretramento dell'intera linea in termini molto prossimi agli attuali, fu rimandata per contrasti con l'amministrazione delle ferrovie. Fu a questo punto (1875 circa) che si pensò di tracciare qui un viale di collegamento con la piazza d'Armi, con un'ampiezza funzionale alle necessità dei plotoni. La stazione di Porta alla Croce (che sostanzialmente occupava l'area determinata dalla biforcazione tra il viale Giuseppe Mazzini e il viale Bernardo Segni) fu demolita solo nel 1896, il che spiega il ritardo nell'urbanizzazione della zona che infatti si caratterizza per villini e palazzine erette nei primi decenni del Novecento e oltre.

## Descrizione
Il viale documenta nella sua attuale configurazione le travagliate vicende riassunte, nel suo troncarsi bruscamente, nonostante l'ampiezza della carreggiata resa ancor più evidente dall'alberatura posta in fregio, all'altezza del muro dell'attuale linea ferroviaria lungo via Mannelli, così come già inizialmente previsto da Giuseppe Poggi anche se in relazione a un ben più modesto asse stradale. Nonostante tale incongruenza il viale è oltremodo interessato dal traffico veicolare, sia come arteria per raggiungere l'attuale stazione ferroviaria del Campo di Marte sia come innesto con il tracciato di via Masaccio.
All'imbocco con viale Gramsci si trova un monumento a Giuseppe Mazzini con una statua in bronzo che lo ritrae, opera di Antonio Berti. Sull base si legge: 
| "L'EUROPA DE POPOLI SARÀ UNA" GIUSEPPE MAZZINI                                                                                           |
| 1986 FIRENZE CAPITALE DELLA CULTURA EUROPEA OPERA DI ANTONIO BERTI A CURA DEL COMUNE DI FIRENZE E DELLA ASSOCIAZIONE MAZZINIANA ITALIANA |

### Edifici
| Immagine | N°      | Nome                   | Descrizione |
| -------- | ------- | ---------------------- | --- |
|          | 2-4     | Villa Dandini de Silva | Fu costruita attorno al 1888 su progetto dell'ingegnere e architetto Cesare Spighi e committenza della famiglia Dandini de Silva sull'allora viale principe Eugenio (oggi viale Antonio Gramsci), tra le prime a qualificare come zona residenziale di pregio quest'area della città. Negli anni settanta del Novecento, da lungo tempo disabitata e fatiscente (tanto che nel quartiere era iniziata a diffondersi la voce che la casa fosse abitata da fantasmi e i ragazzi costretti a lunghi giri pur di evitarla) l'edificio rischiò persino di essere demolito (si veda l'allarme lanciato da Alfredo Forti dalle pagine de "La Nazione") per fare posto a una palazzina moderna. Fortunatamente, acquisita dalla Cassa di Risparmio di Lucca, la villa è stata recentemente restaurata con cura e, nonostante il giardino di pertinenza sia stato quasi del tutto trasformato in parcheggio, ha riacquistato l'eleganza e il pregio che già l'avevano caratterizzata. L'edificio ha un portale in pietra che rimanda ai modelli rinascimentali sia nel disegno d'insieme sia nei particolari, come accade con le due teste d'ariete che coronano le paraste che lo delimitano. Nell'insieme appaiono evidenti le strette analogie tra questa realizzazione e la villa Renatico di Ferdinando Martini realizzata dallo stesso Spighi a Monsummano.                           |
|          | 6       | Palazzina              | Il villino, posto d'angolo tra le due strade ma con un piccolo spazio verde sui fianchi e sul retro, mostra caratteri che lo riconducono a quella stagione del primo Novecento detta da Rossana Bossaglia 'dell'eclettismo di ritorno'. Decisamente qualificato in questo senso è lo smusso posto a guardare verso lo slargo antistante, largo un asse per due piani (di due assi sono invece i prospetti sul viale Giuseppe Mazzini e su via Carlo Botta), con zoccolo in travertino che si sviluppa senza soluzione di continuità a incorniciare il portone, chiuso superiormente da un ricco balcone sempre in travertino con mensole ad ali di pipistrello: su questo si apre un finestrone coronato da una testa di Minerva. Se nel suo insieme questo apparato decorativo appare di impronta coppedeiana, con trascrizioni di modelli propri dell'esperienza secessionista, i ferri delle finestre terrene così come il cancello su via Carlo Botta appaiono viceversa recepire l'esperienza dell'Art Nouveau. Sul portone è uno scudo con un'arme non identificata. |
|          | 8-10-12 | Villino                | L'edificio può indifferentemente essere indicato come villino o come palazzina, visto il suo recuperare - almeno per quanto risulta da prospetto - l'organizzazione del disegno proprio dei villini della seconda metà dell'Ottocento di tradizione poggiana, ma il suo estendersi, in ragione di una destinazione presumibilmente plurifamiliare, oltre le dimensioni proprie della tipologia. La facciata, a due piani più un mezzanino sottotetto, è a tre assi, con portone centrale protetto dal balcone del primo piano posto in asse, secondo appunto uno schema ben consolidato che documenta la grande fortuna del tipo ancora ai primi del Novecento. Un'iscrizione posta sull'architrave dell'ingresso informa infatti di come la costruzione sia stata terminata nel 1905. A questa altezza cronologica d'altra parte, fa chiaramente riferimento il disegno della ringhiera in ferro del balcone, ispirato a modelli Art Nouveau, unica concessione alla moda del momento in un edificio nell'insieme fortemente legato alla tradizione locale. Le altre inferriate (si vedano le finestre del primo piano come pure i due cancellini laterali segnati con i numeri 8 e 12 che immettono nel breve spazio verde di pertinenza) sono state probabilmente sostituite in un secondo tempo.                                                                               |
|          | 26-28   | Palazzina              | Si tratta di una di due palazzine affiancate e con la facciata di identico disegno (nonostante una soprelevazione successiva abbia interessato il fabbricato contrassegnato dal numero civico 32), segnalate nel repertorio di Carlo Cresti per la presenza di elementi di gusto secessionista, sufficientemente interessanti vista la datazione degli edifici che, come indica l'iscrizione presente sul prospetto, furono eretti entro il 1910. "Abbastanza originale è la trascrizione in termini di gusto secessionista (nel motivo decorativo che corre in orizzontale ai due-terzi della facciata), di certi elementi allusivi dell'ordine ionico, quali le volute che concludono la cornice, in forte aggetto tra le finestre del piano centrale, i sottostanti riquadri in ceramica verde e le scanalature in verticale. Tale composito motivo lineare realizza efficacemente il necessario effetto di continuità tra le due facciate. Tipico del repertorio secessionista è pure l'elegante cartiglio che porta incisa la data di costruzione e che è posto alla sommità della sottile lesena messa ad indicare la divisione tra i due edifici e a rafforzare l'immagine di simmetria. Di buona fattura sono le ringhiere in ferro battuto (che ornano i balconi), ancorate a dei pilastrini terminanti in volute e recanti sul fronte un ornamento a palmette" (Cresti). |
|          | 30-32   | Palazzina              | Anche per questo edificio valgono le considerazioni del precedente. |

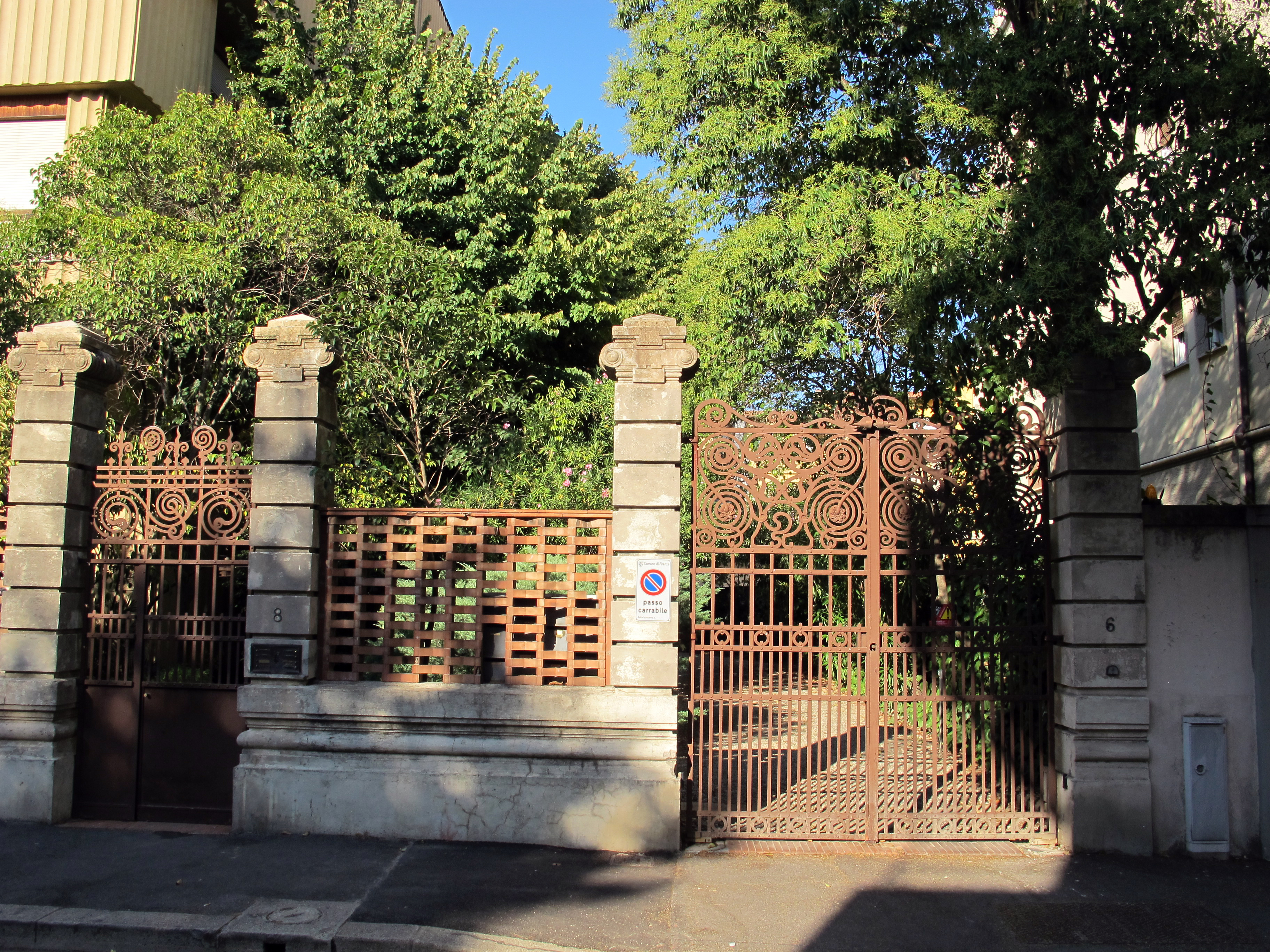
Cancellate del distrutto villino Ventilari

Tra le numerose architetture di pregio, eclettiche e Liberty, spiccava il villino Ventilari, in angolo con via Guerrazzi, abbattuto nel 1950 per creare un altro edificio ben più anonimo. Un'altra memoria scomparsa è quella dell'Asilo degli Orfani dei marinai, già all'angolo con via Mannelli, istituito nel 1897 su iniziativa di un comitato presieduto dal duca Leone Strozzi e animato dallo scrittore Jack Bolina e dal capitano di marina Carlo Bargellini; quando fu soppresso, negli anni cinquanta, venne istituito al suo posto l'istituto professionale Aurelio Saffi e poi la scuola media Masaccio.

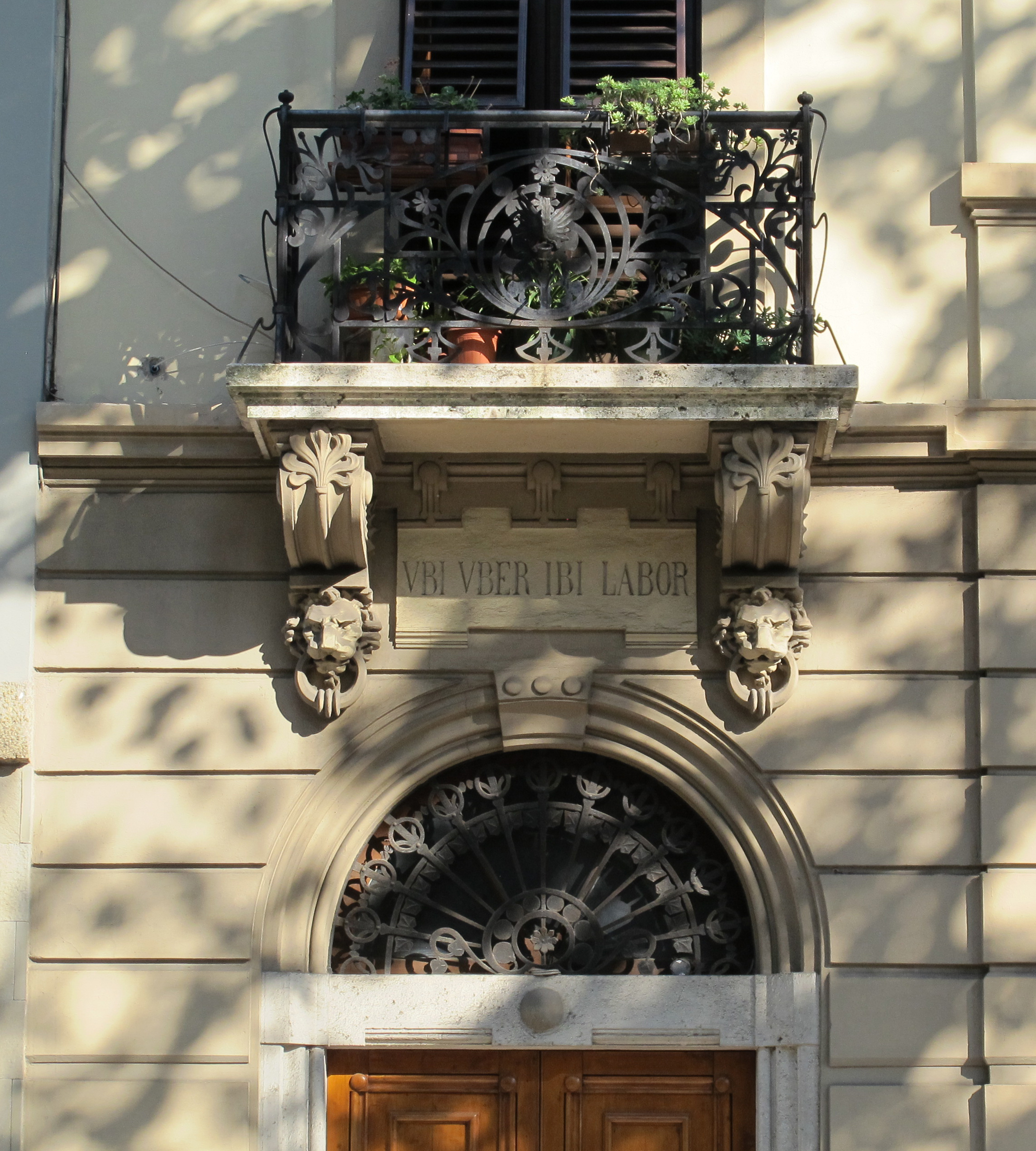
Balcone al 16

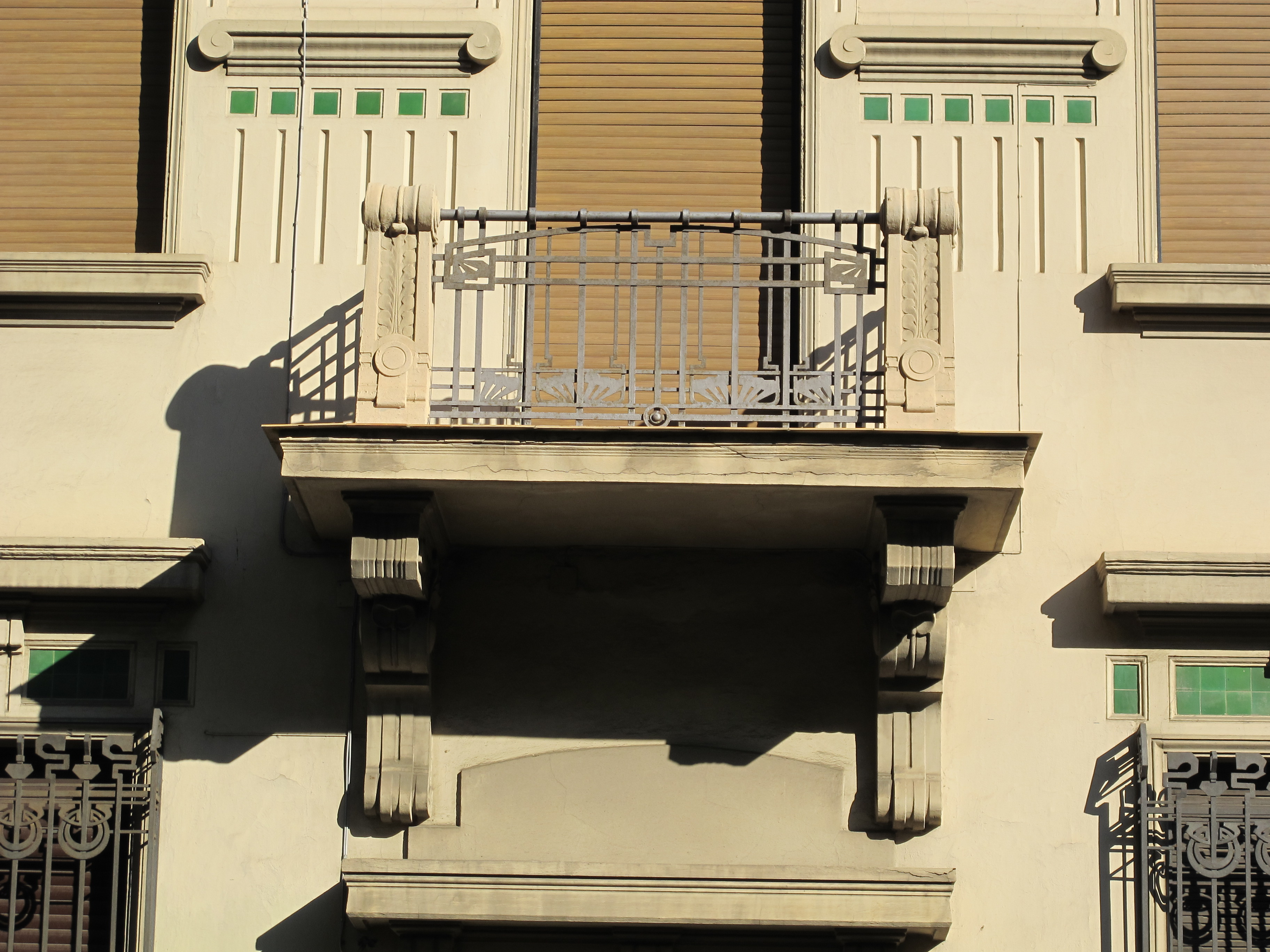
Balcone al 30

### Lapidi
Con l'esclusione delle dediche sul monumento a Mazzini, la via non contiene lapidi. Nella vicina via Emanuele Repetti si trova però una memoria di Carlo Emilio Gadda:
| IN QUESTA CASA VISSE DAL 1940 AL 1950 IL MILANESE INGEGNERE CARLO EMILIO GADDA SCESO MANZONIANAMENTE A FIRENZE A IMPARARVI LA LINGUA E A RISCATTARVI LA VOCAZIONE LETTERARIA E QUI IN ANNI BUI CONFORTATO DA SCELTE AMICIZIE SCRISSE LA GRANDE MACCHERONEA DEL 'PASTICCIACCIO' IL COMUNE DI FIRENZE 1994 |